# Hurigny
Hurigny is een gemeente in het Franse departement Saône-et-Loire (regio Bourgogne-Franche-Comté). De plaats maakt deel uit van het arrondissement Mâcon. Hurigny telde op 1 januari 2022 1.908 inwoners.
In 1601 opende de predikant en theoloog Théophile Cassegrain een protestantse kerk in Hurigny om de protestanten van Mâcon te bedienen. In Mâcon zelf was hun kerk immers gesloten. Pas in 1620 kwam er opnieuw een protestantse kerk in Mâcon.

## Geografie
De oppervlakte van Hurigny bedroeg op 1 januari 2022 9,2 vierkante kilometer; de bevolkingsdichtheid was toen 207,4 inwoners per km². Het centrum van de gemeente ligt op circa 8 km van Mâcon.

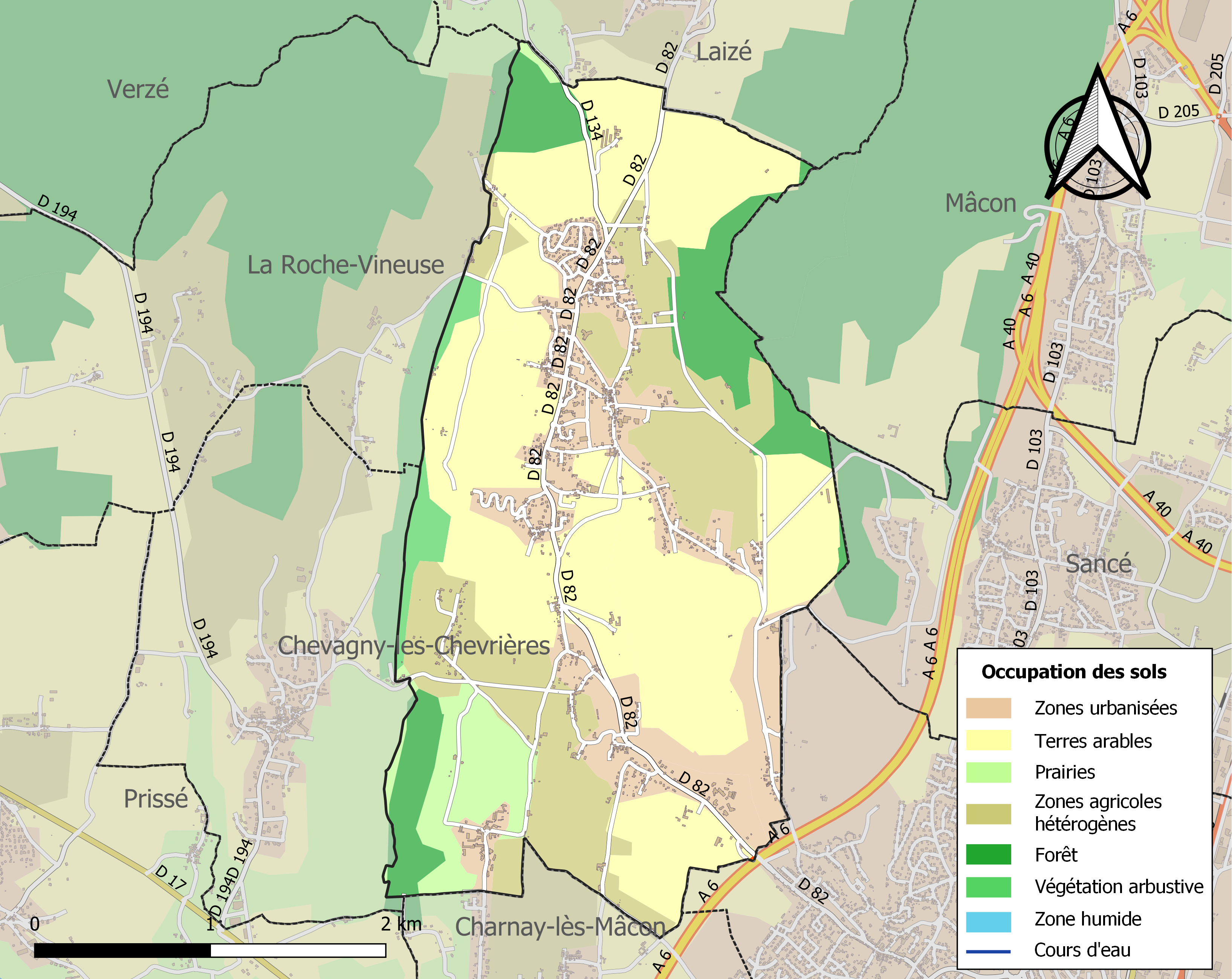
Kaart van de gemeente met de belangrijkste infrastructuur, bodemgebruik en omliggende gemeenten

## Demografie
Onderstaande figuur toont het verloop van het inwonertal (bron: INSEE-tellingen).